# Rynek energii elektrycznej w Polsce
Rynek energii elektrycznej w Polsce – rynek, na którym przedmiotem handlu jest energia elektryczna.
W Polsce podmioty działające na tym rynku działają w oparciu o przepisy ustawy z dnia 10 kwietnia 1997 r. Prawo energetyczne (Dz.U. z 2022 r. poz. 1385).
Instytucją regulującą pewne aspekty funkcjonowania na rynku jest w Polsce Urząd Regulacji Energetyki.
Energia elektryczna na tym rynku jest specyficznym towarem. Prawo energetyczne nakazuje rozdzielenie zapłaty za energię, jak i za usługę jej przesyłu.
Sprzedawcy energii stosują różne systemy wyceny energii elektrycznej, stosują też różne oferty skierowane do odbiorców. Przykładami ofert skierowanych do gospodarstw domowych podobnych do stosowanej przed podziałem rynku są:
- Taryfa dwustrefowa (oznaczana jako G12, G12W) – cena energii jest uzależniona od pory doby, w której energia jest zużywana.
- Taryfa jednostrefowa (G11) – opłaty są jednakowe przez całą dobę.

## Uczestnicy rynku
Uczestnikami rynku energii elektrycznej w Polsce są: wytwórcy energii elektrycznej, podmioty zajmujące się przesyłem energii elektrycznej, dystrybutorzy energii elektrycznej oraz spółki obrotu energią elektryczną. Te ostatnie muszą posiadać koncesję na tzw. obrót energią elektryczną. Wydawaniem w Polsce koncesji zajmuje się Urząd Regulacji Energetyki (URE).
Na polskim rynku funkcjonuje jedynie pięciu dystrybutorów energii elektrycznej. Obszar ich działania jest ściśle określony. Dystrybutorzy to: Energa, Enea, Tauron, PGE, Stoen Operator. Nie ma możliwości zmiany dystrybutora na innego niż ten który dostarcza energię na danym obszarze.

## Liberalizacja rynku
W wyniku liberalizacji rynku energii elektrycznej w Polsce od 1 lipca 2004 roku instytucjonalni nabywcy energii elektrycznej uzyskali prawo zmiany sprzedawcy energii elektrycznej. Natomiast od 1 lipca 2007 roku taką możliwość uzyskali klienci indywidualni – odbiorcy taryf G. Jest to wynikiem realizacji zasady TPA (Third Party Access) umożliwiającej korzystanie z sieci dystrybucyjnej innym podmiotom handlującym energią elektryczną. W tym momencie aż 15,7 mln klientów na rynku ma prawo wolnego wyboru dostawcy energii elektrycznej.
W roku 2018 doszło do podpisania pierwszej umowy sprzedaży energii elektrycznej w ramach zasady TPA, z farmy wiatrowej Taczalin (grupa VSB) do fabryki silników Mercedes Benz (grupa Daimler). Umowa obejmuje dostawę 100% zielonej energii elektrycznej do fabryki w ciągu roku. Umowa jest pierwszą tego typu umową w Polsce, oraz pierwszą tego typu w branży samochodowej w Europie.
Wykorzystanie w praktyce prawa zmiany sprzedawcy energii elektrycznej jest obarczone ograniczeniem (zmiana jest możliwa jedynie dwa razy w ciągu dwunastu miesięcy). W celu podniesienia świadomości w tym obszarze, URE prowadzi kampanię informacyjną „Masz wybór”.